# Eugen Kumičić
Eugen Kumičić někdy jako Evgenij (11. leden 1850 Brseč – 13. květen 1904 Záhřeb) byl chorvatský realistický spisovatel, dramatik a politik. Psal také pod pseudonymem Jenio Sisolski.

## Biografie
Vystudoval gymnázium v Rijece, studoval medicínu v Praze, historii, filozofii a geografii ve Vídni. Učil na středních školách v Splitu, Zadaru a Záhřebu.
V roku 1884 byl zvolen do chorvatského parlamentu, kde vystupoval proti maďarské politice. Byl členem Strany práva.
Ve své literatuře uplatňoval naturalistické postupy, popisoval každodenní život istrijských rybářů a námořníků, ale také městský život, pro který je naturalizmus nejvíce příznačný. Nicméně i on byl ovlivněn Augustem Šenoou, ve kterém ještě přežívá nemálo postupů romantických. Ke konci své literární kariéry tvořil také historické romány, volně založené na důležitých postavách chorvatských dějin.

## Dílo
- Slučaj, novela (1879)
- Olga i Lina, roman (1881)
- Jelkin bosiljak, pripovijest (1881)
- Neobični ljudi, pripovijest (1882)
- Primorci, roman (1882)
- O romanu, esej (1883)
- Začuđeni svatovi, roman (1883)
- Ivan Turgenjev, esej (1883)
- Gospođa Sabina, roman (1883)
- Ubilo ga vino, pripovijest (1884)
- Sirota, roman (1885)
- Pod puškom, pripovijest (1886)
- Preko mora, pripovijest (1889)
- Saveznice, pripovijest (1889)
- Teodora, roman (1889)
- Otrovana srca, pripovijest (1890)
- Sestre, drama (1890)
- Obiteljska tajna, komedija (1890)
- Zablude naše kritike, esej (1890)
- Broj 84 i 85, pripovijest (1890)
- Crn Božić, pripovijest (1890)
- Tri mučenice, pripovijest (1890)
- Mladost-ludost, pripovijest (1891)
- Urota zrinsko-frankopanska, povijesni roman (1893)
- Pobijeljeni grobovi, pripovijest (1896)
- Poslovi, drama (1898)
- Petar Zrinski i Fran Krsto Frankopan i njihovi klevetnici, esej (1899)
- Petar Zrinski, povijesna drama (1900)
- Kraljica Lepa ili propast kraljeva hrvatske krvi, roman (1902)

### V češtině
- Na druhém břehu moře: povídka – přeložil Josef Paulík. Praha: Jan Otto, 188-

- Rodinné tajemství: činohra ve třech jednáních – př. Ignát Hořica. Praha: Mamert Knapp, 1900?
- Sestry: drama ve třech dějstvích – př. Josef Paulík. Praha: M. Knapp, 1900?
- Vzpoura Zrinsko-Frankopanská – př. Jan Koch. Praha: Lidové noviny, 1908 [titulní strana ve večerním čísle 29]
- Neobyčejní lidé – in: 1000 nejkrásnějších novel... č. 19; úvod František Sekanina; př. František Veverka. Praha: J. R. Vilímek, 1912